# KOI-5
KOI-5是一個三合星系統，成員分別是KOI-5A、KOI-5B、和KOI-5C，與地球的距離為1,870+70
−光年。 
KOI-5A的兩顆暗淡的恆星伴星是在2016年發現的。KOI-5 A和B的互繞周期為29年，KOI-5 C繞恆星A和B運行的週期為400年。KOI-5C與核心恆星對在物理上相關，概率為99.98%。

## 行星系
自2009年以來，基於克卜勒的數據，就懷疑它有行星，但KOI-5Ab這顆行星直到2021年1月才由TESS確定這顆是繞著KOI-5A運行。這顆系外行星引起了科學界的興趣，因為它的軌道平面與更近的恆星錯位，這表明它在KOI-5Ab的發展過程中給了它引力，導致錯位並向內遷移到當前軌道。然而，對這顆行星的確認尚未在任何同行評審的期刊上發表。
最初懷疑還有第二顆候選行星，但後來被發現是假陽性。
| 成員 (依恆星距離) | 质量     | 半長軸 (AU) | 轨道周期 (天) | 離心率 | 傾角 | 半径    |
| ----------------- | -------- | ----------- | ------------- | ------ | ---- | ------- |
| b                 | 0.179 MJ | 0.0596060   | 5             | —      | —    | 7.07 R⊕ |